# District de Kiiminki
Le district de Kiiminki (en finnois : Kiimingin suuralue) est un des districts de la ville d'Oulu en Finlande. 

## Description
Au 1er janvier 2013, la municipalité de Kiiminki a fusionné avec Oulu et est devenue le district de Kiiminki.
Le district compte 8 443 habitants (31.12.2018)
.